# Alexander Bernstein
 (juin 2021).
Pour les articles homonymes, voir Bernstein.
Alexander Bernstein, baron Bernstein de Craigweil (15 mars 1936 - 13 avril 2010)  est un cadre de télévision britannique et un membre travailliste de la Chambre des lords.

## Biographie
Formé à Stowe School et St John's College, Cambridge  Bernstein rejoint le Granada Group, la société de loisirs et de télévision fondée par son oncle, Sidney Bernstein (en), et son père, Cecil Bernstein. Il est administrateur de la société, directeur général de Granada Television dans les années 1970 et président du Granada Group de 1979 à 1996.
Bernstein est un contributeur majeur au Labour Leader's Office Fund géré par Michael Levy pour financer le bureau privé de Tony Blair. Il est créé pair à vie sous le titre de « baron Bernstein de Craigweil », de Craigweil dans le comté de Sussex de l'Ouest, le 15 mai 2000 . Il est également actif dans les arts, siégeant à plusieurs organes directeurs et fiducies.
Il épouse Vanessa Anne Mills en 1962 ; ils ont un fils et une fille et divorcent en 1993. En 1995, il épouse Angela Mary Serota, l'ancienne épouse de Nicholas Serota. Bernstein est un cousin de Richard Stone, connu pour son implication dans le Runnymede Trust et le Jewish Council for Racial Equality.